# Druhé léto lásky
Druhé léto lásky (anglicky Second Summer of Love) je označení pro období let 1988 a 1989 ve Velké Británii, během něhož došlo k rozšíření popularity hudebního stylu Acid House, konzumace extáze a pořádání "rave parties", tedy většinou celonočních tanečních zábav s rychlou elektronickou hudbou a světelnou show.   Výraz "léto lásky" odkazuje na rok 1967, kdy se v San Franciscu masově rozšířilo hnutí hippies. Během "druhého léta lásky" znovunabyly obliby některé projevy tohoto hnutí, jako například manifestování hédonismu a absolutní osobní svobody, tíhnutí k mysticismu, móda batikování atd.
Symbolem periody se stal rozesmátý smajlík.